# Zilla conica
Zilla conica là một loài nhện trong họ Araneidae.
Loài này thuộc chi Zilla. Zilla conica được miêu tả năm 1987 bởi Chang-Min Yin, Jia-Fu Wang & Zhang.